# Emmanuel Ludot
 (mars 2023).
La mise en forme du texte ne suit pas les recommandations de Wikipédia : il faut le « wikifier ».
Les points d'amélioration suivants sont les cas les plus fréquents. Le détail des points à revoir est peut-être précisé sur la page de discussion.
- Les titres sont pré-formatés par le logiciel. Ils ne sont ni en capitales, ni en gras.
- Le texte ne doit pas être écrit en capitales (les noms de famille non plus), ni en gras, ni en italique, ni en « petit »…
- Le gras n'est utilisé que pour surligner le titre de l'article dans l'introduction, une seule fois.
- L'italique est rarement utilisé : mots en langue étrangère, titres d'œuvres, noms de bateaux, etc.
- Les citations ne sont pas en italique mais en corps de texte normal. Elles sont entourées par des guillemets français : « et ».
- Les listes à puces sont à éviter, des paragraphes rédigés étant largement préférés. Les tableaux sont à réserver à la présentation de données structurées (résultats, etc.).
- Les appels de note de bas de page (petits chiffres en exposant, introduits par l'outil «  Source ») sont à placer entre la fin de phrase et le point final[comme ça].
- Les liens internes (vers d'autres articles de Wikipédia) sont à choisir avec parcimonie. Créez des liens vers des articles approfondissant le sujet. Les termes génériques sans rapport avec le sujet sont à éviter, ainsi que les répétitions de liens vers un même terme.
- Les liens externes sont à placer uniquement dans une section « Liens externes », à la fin de l'article. Ces liens sont à choisir avec parcimonie suivant les règles définies. Si un lien sert de source à l'article, son insertion dans le texte est à faire par les notes de bas de page.
- La présentation des références doit suivre les conventions bibliographiques. Il est recommandé d'utiliser les modèles {{Ouvrage}}, {{Chapitre}}, {{Article}}, {{Lien web}} et/ou {{Bibliographie}}. Le mode d'édition visuel peut mettre en forme automatiquement les références.
- Insérer une infobox (cadre d'informations à droite) n'est pas obligatoire pour parachever la mise en page.

Pour une aide détaillée, merci de consulter Aide:Wikification.
Si vous pensez que ces points ont été résolus, vous pouvez retirer ce bandeau et améliorer la mise en forme d'un autre article.
Emmanuel Ludot est un avocat français, membre du barreau de Reims.

## Affaires criminelles
En 1992, il défend la partie civile dans une affaire de meurtre opposant des communautés de Reims[Quoi ?], l'accusé étant acquitté.
En 2004, il est membre du comité de soutien de Saddam Hussein et le défend (il porte plainte et gagne contre Guy Carlier pour diffamation à ce sujet).
En 2009, il défend Youssouf Fofana.

## Contentieux
D'après 20 minutes, Emmanuel Ludot est un « spécialiste du vice de forme », défendant fréquemment des victimes d'erreur médicale.
En 2001, il défend une caissière qui attaque Carrefour pour discrimination, sa cliente affirmant que sa hiérarchie lui a fait subir des pressions pour qu'elle retire son hijab.
En 2002, il fait condamner Jean-Marie Le Pen pour atteinte à la vie privée, pour l'affichage sur son site de campagne présidentielle d'une photo (illégalement utilisée au préjudice de l'AFP) montrant son client, dans une manifestation contre le président du Front national, accompagné d'un enfant et titrée « un enfant otage de la haine ».
La même année, il fait condamner l'État allemand à payer des arriérés de salaires à un homme réquisitionné par le Service du travail obligatoire.
En 2005, il fait condamner un gynécologue pour la naissance d'un enfant atteint de trisomie, ceci en dépit de la loi Perruche.[réf. nécessaire]
En 2006, il a pour client un homme condamné pour « conduite dans un état alcoolique » qui assigne les Brasseries Kronenbourg en justice.
La même année, il assiste une association de défense des enfants autistes qui porte plainte contre X, visant les pouvoirs publics et la politique menée à l'égard de ces personnes, pour discrimination. Une information judiciaire est ouverte en 2007.
En 2008, il défend une femme attaquant Quick pour « manquement au devoir de sécurité », après son hospitalisation à la suite d'une chute causée par une frite sur le sol du restaurant. Le 28 octobre de la même année, sa cliente est déboutée et fait appel,.
La même année, il assiste une femme portant un recours contre la Banque alimentaire, sa cliente demandant un « droit opposable à l'alimentation ».
En 2009, il assiste certaines parties civiles du procès AZF. Trois ans plus tôt, en 2006, il avait défendu et obtenu une peine rentrant dans le cadre de l'amnistie pour neuf militants qui avaient occupé le château de Thierry Desmarest, PDG de Total.
Fin 2011, un de ses confrères l'accuse d'avoir aggravé la situation d'un de ses clients à la suite de la médiatisation de son dossier.
En janvier 2012, il défend un retraité ayant trouvé une lame de cutter dans une boîte de conserve William Saurin.
Le même mois, il défend une association de fans de Michael Jackson qui attaque pour « préjudice affectif » l'ancien médecin du chanteur, Conrad Murray, alors que ce dernier vient d'être condamné pour homicide involontaire,.
En 2014, il assiste un couple ayant refusé que leur bébé soit vacciné, ce qui entraîne la transmission d'une Question prioritaire de constitutionnalité à la Cour de cassation.
En 2018, il est l'avocat de patients dans l'affaire du Levothyrox
En 2018 et 2019, il assiste un pédophile attaquant le Vatican pour avoir couvert les agissements d'un prêtre dont il avait été lui-même victime dans son enfance.
En 2022, il défend l'humoriste Jean-Marie Bigard contre la productrice Chrystel Camus, qui lui reproche de ne pas assurer son spectacle prévu avec Dieudonné.

## Publications
- 1990 : Les Pensions alimentaires : Guide pratique des démarches et des solutions, avec la collab. de Pascale et Gérard Clavreuil, MA éd., coll. « Guides-conseils », Paris, 119 p.  (ISBN 2-86676-472-2)
- 2004 : Saddam Hussein présumé coupable, Carnot, Chatou, 155 p.  (ISBN 2-84855-093-7)
- 2007 : La Justice malade du cancer, Dualpha, coll. « Politiquement incorrect », Coulommiers, 186 p.  (ISBN 978-2-35374-013-0)
- 2015 : L'Avocat à histoires, Tatamis, 200 p.  (ISBN 978-2-37153-017-1)
- 2018 : Touche pas à ma thyroïde ! Lévothyrox et scandales, préface de Nicole Delépine, Paris, Fauves éditions  (ISBN 979-10-302-0085-0)